# Älvsbacka socken
Älvsbacka socken i Värmland ingick i Nyeds härad, ingår sedan 1971 i Karlstads kommun och motsvarar från 2016 Älvsbacka distrikt.
Socknens areal är 70,88 kvadratkilometer varav 61,74 land. År 2000 fanns här 254 invånare. Det tidigare bruket och kyrkbyn Älvsbacka med sockenkyrkan Älvsbacka kyrka ligger i socknen.   

## Administrativ historik
Socknen bildades 16 december 1819 genom en utbrytning ur Nyeds socken efter att från 1731 varit ett kapellag i dess församling.
Vid kommunreformen 1862 övergick socknens ansvar för de kyrkliga frågorna till Älvsbacka församling och för de borgerliga frågorna bildades Älvsbacka landskommun. Landskommunen uppgick 1952 i Nyeds landskommun som 1971 uppgick i Karlstads kommun. Församlingen uppgick 2006 i Alster-Nyedsbygdens församling.
1 januari 2016 inrättades distriktet Älvsbacka, med samma omfattning som församlingen hade 1999/2000.  
Socknen har tillhört län, fögderier, tingslag och domsagor enligt vad som beskrivs i artikeln Nyeds härad.

## Geografi
Älvsbacka socken ligger norr om Karlstad kring norra delen av Östra Örten och med Gräsmången i norr. Socknen har odlingsbygd vid sjöarna och är i övrigt en kuperad skogsbygd med höjder som i nordost når 290 meter över havet.

## Fornlämningar
Från bronsåldern finns gravrösen.

## Namnet
Namnet skrevs 1600 Eldzbacken och avsåg då en gård som senare gav namn åt bruket som gett socknen dess namn. Förleden är troligtvis mansnamnet Elof, efterleden innehåller backe.
Namnet skrevs före 1917 även Elovsbacka socken.

## Befolkningsutveckling
| Befolkningsutvecklingen i Älvsbacka socken 1780–1990                                                     | Befolkningsutvecklingen i Älvsbacka socken 1780–1990 | Befolkningsutvecklingen i Älvsbacka socken 1780–1990 | Befolkningsutvecklingen i Älvsbacka socken 1780–1990 | Befolkningsutvecklingen i Älvsbacka socken 1780–1990 |
| --- | ---------------------------------------------------- | ---------------------------------------------------- | ---------------------------------------------------- | ---------------------------------------------------- |
| |                                                      |                                                      |                                                      |                                                      |
| År |                                                      |                                                      | Folkmängd                                            |                                                      |
| 1780 | 1780                                                 |                                                      | 722                                                  |                                                      |
| 1790 | 1790                                                 |                                                      | 806                                                  |                                                      |
| 1800 | 1800                                                 |                                                      | 833                                                  |                                                      |
| 1810 | 1810                                                 |                                                      | 765                                                  |                                                      |
| 1820 | 1820                                                 |                                                      | 849                                                  |                                                      |
| 1830 | 1830                                                 |                                                      | 942                                                  |                                                      |
| 1840 | 1840                                                 |                                                      | 1 059                                                |                                                      |
| 1850 | 1850                                                 |                                                      | 1 220                                                |                                                      |
| 1860 | 1860                                                 |                                                      | 1 283                                                |                                                      |
| 1870 | 1870                                                 |                                                      | 1 194                                                |                                                      |
| 1880 | 1880                                                 |                                                      | 1 239                                                |                                                      |
| 1890 | 1890                                                 |                                                      | 1 199                                                |                                                      |
| 1900 | 1900                                                 |                                                      | 915                                                  |                                                      |
| 1910 | 1910                                                 |                                                      | 845                                                  |                                                      |
| 1920 | 1920                                                 |                                                      | 815                                                  |                                                      |
| 1930 | 1930                                                 |                                                      | 786                                                  |                                                      |
| 1940 | 1940                                                 |                                                      | 678                                                  |                                                      |
| 1950 | 1950                                                 |                                                      | 615                                                  |                                                      |
| 1960 | 1960                                                 |                                                      | 515                                                  |                                                      |
| 1970 | 1970                                                 |                                                      | 365                                                  |                                                      |
| 1980 | 1980                                                 |                                                      | 252                                                  |                                                      |
| 1990 | 1990                                                 |                                                      | 259                                                  |                                                      |
| Anm: Källor: Umeå universitet - Tabellverket 1749-1859, Demografiska databasen, CEDAR, Umeå universitet. |                                                      |                                                      |                                                      |                                                      |